# Parafia Dobrego Pasterza w Łodzi

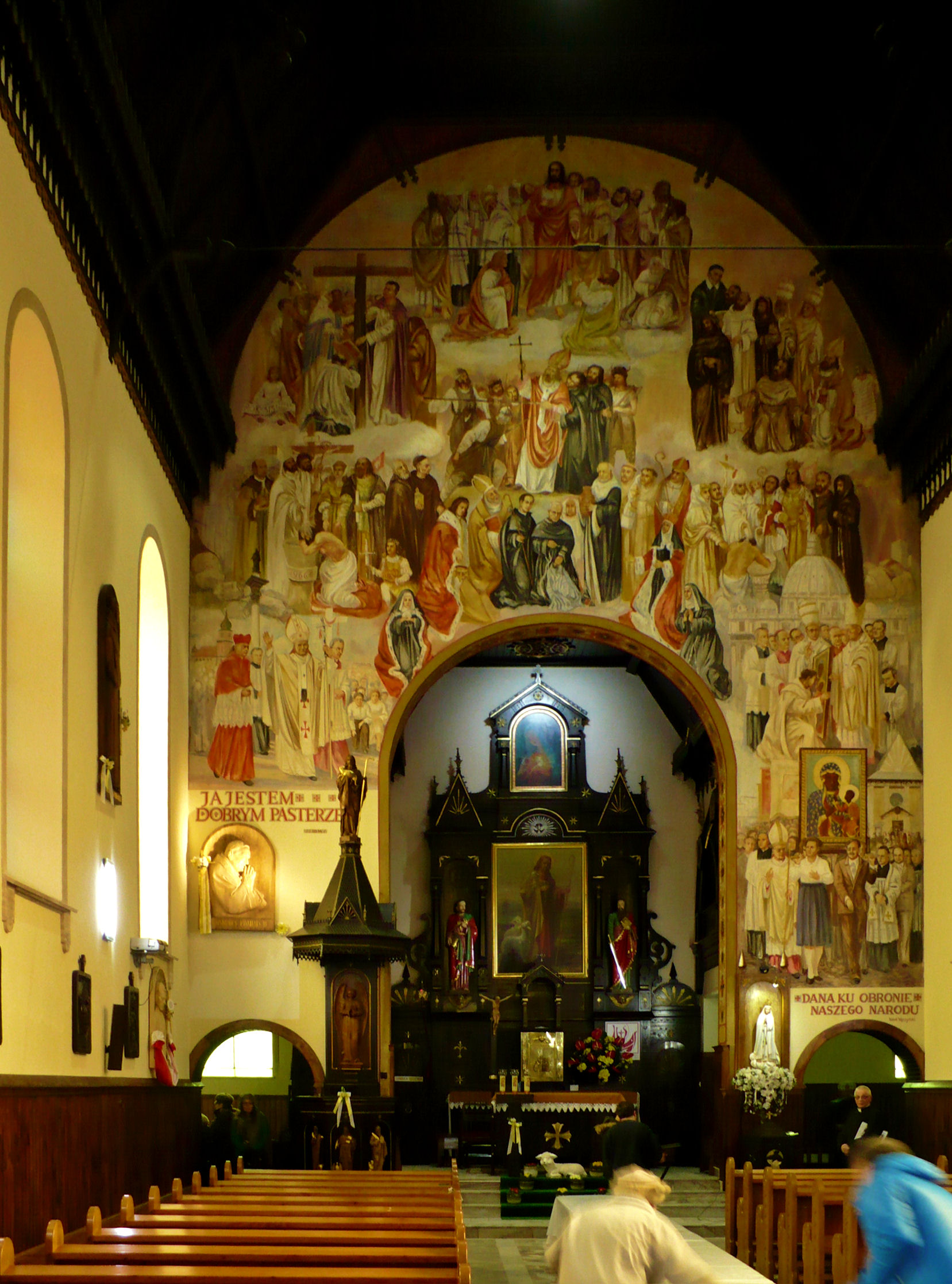
Wnętrze kościoła

Parafia Dobrego Pasterza w Łodzi – parafia rzymskokatolicka znajdująca się w archidiecezji łódzkiej w dekanacie Łódź-Bałuty.

## Historia parafii
Parafia została erygowana 5 sierpnia 1951 przez biskupa Michała Klepacza, ale historia jej powstania sięga roku 1896 i jest związana z osiedleniem się w tym rejonie grupy braci bezhabitowych ze Zgromadzenie Synów Matki Bożej Bolesnej, tzw. „dolorystów”, które powstało 8 grudnia 1893 r. w Nowym Mieście n. Pilicą. 
Kościół parafialny Dobrego Pasterza (pierwotnie kaplica) został wybudowany w stylu zakopiańskim (wewnątrz elementy stylu łowickiego) w latach 1906–1907 według projektu Kazimierza Pomian-Sokołowskiego. Ołtarz, ambonę, ozdoby na suficie, oryginalną drogę krzyżową i cztery konfesjonały wyrzeźbił łódzki rzeźbiarz Jan Deneka. Kościół został poświęcony w listopadzie 1907 przez ks. Franciszka Szamota (proboszcza parafii Wniebowzięcia Najświętszej Maryi Panny). Świątynię rozbudowano w latach 1979–1981 zgodnie z projektem Mirosława Rybaka. 
Autorem polichromii jest łódzki artysta malarz Mieczysław Saar.
Od 7 sierpnia 2021 opiekę duszpasterską nad parafią sprawują oo. Paulini.

### Księgi metrykalne
ochrzczonych 1951–, małżeństw 1951–, zmarłych 1951–

## Proboszczowie
- 1951–1979: ks. Wiktor Harbich
- 1979–2012: ks. Stefan Moczkowski
- 2012-2021: ks. kan. Czesław Duk (wcześniej, od roku 1991, proboszcz parafii św. Rodziny)[5][6]
- od 2021: o. Wojciech Dec OSPPE

## Wspólnoty parafialne
- Żywa Róża
- Odnowa w Duchu Świętym
- Służba Liturgiczna Ołtarza
- Wspólnota Krwi Chrystusa
- Rycerstwo Niepokalanej

## Kaplice na terenie parafii
- kaplica w Domu Opieki Społecznej, ul. Złotnicza 10

## Zasięg parafii
Do parafii należą wierni z Łodzi, mieszkający przy ulicach: I Dywizji, Franciszkańskiej (numery 56–120 i 57–133a), Koszykowej, Kowalskiej, Krawieckiej, Łagiewnickiej (numery 25–61), Marynarskiej (numery 40–58 i 45–89), Marysińskiej (numery 38–88a), Obrońców Warszawy, Obrońców Westerplatte (numery 18–32), Organizacji „Wolność i Niezawisłość” (numery 1–39 i 2–62), Pasterskiej, Przodowników Pracy, Racjonalizatorów, Szendzielarza mjr. „Łupaszki”, Szklanej, Tokarzewskiego, Wawelskiej, Zawiszy (numery 24–32), Zbożowej, Zielnej (numery 10–14) i Złotniczej.